# Polityka
Polityka („Politik“) ist ein polnisches Nachrichtenmagazin. Es erscheint wöchentlich. Politisch wird die Zeitschrift als sozialliberal verortet.
Polityka war 2021 die auflagenstärkste politische Zeitschrift in Polen. Im dritten Quartal 2021 wurden wöchentlich rund 95.300 Exemplare verkauft. Dem Magazin wird Einfluss auf die öffentliche Meinungsbildung in Polen zugeschrieben. Es werden Themen aus Politik, Wirtschaft, Bildung, Kultur in Polen und im Ausland behandelt. Die Redaktion arbeitet bei der Erstellung von Reportagen und Analysen mit ausländischen Korrespondenten sowie Wissenschaftlern zusammen.
Die erste Ausgabe erschien 1957. Seit 1993 verleiht das Magazin den Preis Paszport Polityki an erfolgreiche Kulturschaffende. Zwischen 2008 und 2012 erschienen auf der Webseite der Stiftung für deutsch-polnische Zusammenarbeit einmal wöchentlich ausgewählte Artikel aus der jeweils aktuellen Polityka-Ausgabe in deutscher Übersetzung.

## National und international bekannteste Redakteure
- Ryszard Kapuściński († 2007)
- Adam Krzemiński, Deutschlandkenner
- Andrzej Mleczko, Karikaturist
- Janina Paradowska († 2016)
- Daniel Passent († 2022)
- Mieczysław Rakowski († 2008)
- Jerzy Urban († 2022)
- Andrzej Wirth, Brechtexperte und Theaterwissenschaftler
- Jacek Żakowski